# Bréal-sous-Montfort
Bréal-sous-Montfort é uma comuna francesa na região administrativa da Bretanha, no departamento Ille-et-Vilaine. Estende-se por uma área de 33,65 km². Em 2010 a comuna tinha 6 342 habitantes (densidade: 188,5 hab./km²).